# ازدواج شاهزاده هری و مگان مارکل
مراسم عروسی شاهزاده هری و مگان مارکل (انگلیسی: Wedding of Prince Harry and Meghan Markle) در تاریخ ۱۹ مه ۲۰۱۸ در قلعه وینزر در انگلستان برگزار شد. شاهزاده هری و مگان مارکل در این روز طی مراسمی در کلیسای سنت جورج واقع در وینزور ازدواج کردند. در این مراسم الیزابت دوم، ملکه بریتانیا و همسرش پرنس فیلیپ به همراه سایر اعضای خانواده سلطنتی بریتانیا حضور داشتند.